# Christian Fassnacht
Christian Fassnacht, né le 11 novembre 1993 à Zurich, est un footballeur international suisse. Il évolue au poste d'ailier avec le club du BSC Young Boys.

## Biographie

### En club

#### Parcours dans différents clubs de Suisse (2009-2023)
Né le 11 novembre 1993 à Zurich, Christian Fassnacht commence le football en 2000 avec le FC Thalwil, avant de rejoindre cinq ans plus tard la section junior du FC Zurich.
Deux ans plus tard, Fassnacht est écarté par les entraîneurs du club zurichois qui le jugent trop petit et rejoint le FC Red Star. Il retourne plus tard dans son premier club à Thalwil, avec qui il fête une promotion en 1re ligue, et effectue en parallèle un apprentissage d'employé de commerce. Une fois sa formation achevée et son diplôme obtenu, Fassnacht tente sa chance de percer dans le monde du football professionnel et s'engage avec le FC Tuggen, alors pensionnaire de 3e division suisse et s'entraîne en parallèle avec l'équipe réserve du FC Lucerne. Ses performances avec le club schwytzois lui permettent de se faire remarquer par le FC Winterthour, qui lui ouvre les portes de la Challenge League. Fassnacht passe une saison et demie à la Schützenwiese avant d'être repéré par le FC Thoune, qui l’engage à l'été 2016. Lors de sa première saison dans l'élite du football suisse, il inscrit 10 buts en 35 matchs pour le club de l'Oberland bernois.

#### BSC Young Boys (2017-2023)
La saison suivante, il est transféré au BSC Young Boys, avec qui il participe à la Ligue des champions et à la Ligue Europa. Il remporte à 5 reprises le Championnat de Suisse de football en 2018, 2019, 2020, 2021 et 2023 mais aussi 2 Coupe de Suisse : 2020 et 2023.
Le 25 juillet 2023, il est annoncé qu'il quitte le club de la capitale bernoise après 6 ans,.

#### Aventure anglaise au Norwich City (2023-2024)
En juillet 2023, il quitte la Suisse pour découvrir le Championship (2ème division anglaise), le club de Norwich City FC annonce la signature du joueur. Il signe un contrat de 2 ans, il retrouvera son ancien coach de YB : David Wagner.
Il quitte le club en décembre 2024 après avoir résilié son contrat à la suite d'une succession de blessures depuis 6 mois.

#### Retour en Suisse au BSC Young Boys (depuis 2024)
En décembre 2024, le BSC Young Boys annonce son retour au club où il a signé un nouveau contrat jusqu'au 30 juin 2027. Il participera au camp d'entraînement à Belek en Turquie, où il soignera encore sa blessure musculaire.

### En équipe nationale
Il est sélectionné pour la première fois, à l’automne, en équipe de Suisse par Vladimir Petković à l’occasion de deux matchs comptant pour la Ligue des nations. Il honora sa première sélection le 12 octobre 2018 lors d'un match contre la Belgique comptant pour la Ligue des nations.
Il disputa sa première compétition internationale lors de l'Euro 2020, les Suisses iront jusqu'en quarts-de-finale éliminés par l'Espagne aux tirs au but.
Le 9 novembre 2022, il est sélectionné par Murat Yakın pour participer à la Coupe du monde 2022.

## Statistiques
| Saison                | Club                  | Championnat             | Championnat | Championnat | Coupe nationale | Coupe nationale | Coupe de la Ligue | Coupe de la Ligue | Compétition(s) continentale(s) | Compétition(s) continentale(s) | Compétition(s) continentale(s) | Suisse | Suisse | Total | Total |
| Saison                | Club                  | Division                | M.          | B.          | M.              | B.              | M.                | B.                | Comp.                          | M.                             | B.                             | M.     | B.     | M.    | B.    |
| 2010-2011             | FC Thalwil            | 2e ligue interrégionale | 6           | 1           | -               | -               | -                 | -                 | -                              | -                              | -                              | -      | -      | 6     | 1     |
| 2011-2012             | FC Thalwil            | 2e ligue interrégionale | 25          | 4           | -               | -               | -                 | -                 | -                              | -                              | -                              | -      | -      | 25    | 4     |
| 2012-2013             | FC Thalwil            | 2e ligue interrégionale | 24          | 9           | -               | -               | -                 | -                 | -                              | -                              | -                              | -      | -      | 24    | 9     |
| 2013-2014             | FC Thalwil            | 1re ligue               | 19          | 7           | 3               | 0               | -                 | -                 | -                              | -                              | -                              | -      | -      | 22    | 7     |
| Sous-total            | Sous-total            | Sous-total              | 74          | 21          | 3               | 0               | -                 | -                 | -                              | -                              | -                              | -      | -      | 77    | 21    |
| 2014-2015             | FC Tuggen (prêt)      | Promotion League        | 17          | 10          | 1               | 1               | -                 | -                 | -                              | -                              | -                              | -      | -      | 18    | 11    |
| 2014-2015             | FC Winterthour        | Challenge League        | 13          | 2           | -               | -               | -                 | -                 | -                              | -                              | -                              | -      | -      | 13    | 2     |
| 2015-2016             | FC Winterthour        | Challenge League        | 34          | 9           | 3               | 0               | -                 | -                 | -                              | -                              | -                              | -      | -      | 37    | 9     |
| Sous-total            | Sous-total            | Sous-total              | 47          | 11          | 3               | 0               | 0                 | 0                 | -                              | -                              | -                              | -      | -      | 50    | 11    |
| 2016-2017             | FC Thoune             | Super League            | 35          | 10          | 1               | 0               | -                 | -                 | -                              | -                              | -                              | -      | -      | 36    | 10    |
| 2017-2018             | BSC Young Boys        | Super League            | 34          | 11          | 6               | 1               | -                 | -                 | C1 C3                          | 4 5                            | 1                              | -      | -      | 49    | 14    |
| 2018-2019             | BSC Young Boys        | Super League            | 35          | 11          | 4               | 0               | -                 | -                 | C1                             | 8                              | 0                              | 3      | 0      | 50    | 11    |
| 2019-2020             | BSC Young Boys        | Super League            | 30          | 7           | 6               | 3               | -                 | -                 | C1 C3                          | 2 6                            | 0 2                            | 2      | 1      | 46    | 13    |
| 2020-2021             | BSC Young Boys        | Super League            | 36          | 10          | 1               | 1               | -                 | -                 | C1 C3                          | 2 10                           | 0 4                            | 5      | 2      | 54    | 17    |
| 2021-2022             | BSC Young Boys        | Super League            | 18          | 11          | 1               | 0               | -                 | -                 | C1                             | 9                              | 1                              | 5      | 1      | 33    | 13    |
| 2022-2023             | BSC Young Boys        | Super League            | 29          | 8           | 4               | 2               | -                 | -                 | C4                             | 1                              | 1                              | 4      | 0      | 38    | 11    |
| Sous-total            | Sous-total            | Sous-total              | 182         | 58          | 22              | 7               | -                 | -                 | -                              | 47                             | 10                             | 19     | 4      | 270   | 79    |
| 2023-2024             | Norwich City          | Championship            | 42          | 6           | 3               | 0               | 2                 | 0                 | -                              | -                              | -                              | -      | -      | 47    | 6     |
| 2024-2025             | Norwich City          | Championship            | 3           | 0           | -               | -               | -                 | -                 | -                              | -                              | -                              | -      | -      | 3     | 0     |
| Sous-total            | Sous-total            | Sous-total              | 45          | 6           | 3               | 0               | 2                 | 0                 | -                              | -                              | -                              | -      | -      | 50    | 6     |
| 2024-2025             | BSC Young Boys        | Super League            | -           | -           | -               | -               | -                 | -                 | -                              | -                              | -                              | -      | -      | 0     | 0     |
| Total sur la carrière | Total sur la carrière | Total sur la carrière   | 400         | 116         | 33              | 8               | 2                 | 0                 | -                              | 47                             | 10                             | 19     | 4      | 501   | 138   |

## Palmarès
- BSC Young Boys (7)
  - Championnat de Suisse (5)
    - Champion en 2018, 2019, 2020, 2021 et 2023

  - Coupe de Suisse (2)
    - Vainqueur en 2020 et 2023
    - Finaliste en 2018